# Фалак
Фалак (буквально «небо», «доля», «всесвіт») — музичний стиль, що походить від гір Паміру в Центральній Азії, зокрема регіону Бадахшан на північному сході Афганістану, південно-східного Таджикистану та північного Пакистану. Лірика Фалак може включати релігійно-містичні теми божественного кохання, розлуки та возз'єднання (часто взяті з перської суфійської поезії), або світську та меланхолійну лірику про людське кохання та страждання.

## Теорія музики
Музика фалак, як правило, має низхідну гамму з обмеженим діапазоном, який часто обмежується гексахордом (шістьма нотами).

## Оркестровка
Фалак можна співати акапельно в супроводі інструментів або інструментально. Інструменти фалак становлять гиджак (скрипка з шипом), най (перська флейта) і домбра (лютня з довгою шиєю), а також ударні інструменти.